# Podrijetlo svijeta
Podrijetlo svijeta (fr. L'Origine du monde) je kontroverzno realistično ulje na platnu Gustava Courbeta iz 1866. godine. 
Slika prikazuje krupni kadar na kojemu su samo genitalije i abdomen nage žene na krevetu s raširenim nogama. Izdvajajući akt, a izostavljajući glavu, ruke i noge, naglašena je erotika slike. Courbet je odbacivao akademizam i njegove glatke idealizirane aktove (kao što je npr. Rođenje Venere), te je izravno osuđivao dvoličnost društvenih pravila Drugog Carstva koje je dopuštalo erotiku, pa čak i pornografiju, samo u sklopu mitoloških ili snovitih slika. Courbet je nasuprot tomu insistirao na istinitošću i njegov realizam je testirao granice društveno prihvatljivoga. Podrijetlo svijeta je eksplicitnije erotično od Manetove Olimpije. Maxime Du Camp, pisac i fotograf, vidjevši sliku kod njezina kupca izjavio je kako je ona „daje realizmu posljednju riječ”.

## Povijest
Žena na slici je najvjerojatnije Joanna Hiffernan, koja je tada bila Courbetov model i ljubavnica njegova prijatelja, slikara Jamesa Whistlera. Slika se najprije nalazila u erotskoj kolekciji slika diplomata i ambasadora Osmanskog carstva, Halil Šerif Paše. Nakon njegova kockarskog bankrota slika je zanemarivana i često je mijenjala vlasnike dok ju mađarski kolekcionar Ferenc Hatvany nije kupio 1910. i odnio u Budimpeštu. Pred kraj Drugog svjetskog rata Crvena armija ju je konficirala zajedno s cijelom Hatvanyjevom kolekcijom. No, kako se Hatvany spremao emigrirati vlasti su mu dopustili da otkupi jednu svoju sliku i on je odabrao upravo Podrijetlo svijeta, koju je odnio sa sobom u Pariz.
God. 1955. sliku je kupio psihoanalitičar Jacques Lacan za svoj dom u Guitrancourtu. Nakon njegove smrti 1981. godine Francusko ministarstvo gospodarstva i financija je dogovorilo da se njegovim nasljednicima otpiše porez na ostavštinu za prijepis slike državi (prema francuskom zakonu Dation en paiement), što je ostvareno 1995. godine. Danas se nalazi u Musée d'Orsay u Parizu i još uvijek ima snagu da šokira i izazove cenzuru.

## Vanjske poveznice
- Gustave Courbet, Podrijetlo svijeta
- Musée d'Orsay: L'Origine du monde  Arhivirana inačica izvorne stranice od 19. ožujka 2016. (Wayback Machine) (engl.)